# Ginástica artística nos Jogos Pan-Americanos de 2015 - Argolas
A competição das argolas masculino foi um dos eventos da ginástica artística nos Jogos Pan-Americanos de 2015. Foi disputada no Toronto Coliseum no dia 14 de julho.

## Calendário
Horário local (UTC-4).
| Data        | Horário | Fase  |
| ----------- | ------- | ----- |
| 14 de julho | 15:30   | Final |

## Medalhistas
| Ouro   | BRA Arthur Zanetti      |
| Prata  | USA Donnell Whittenburg |
| Bronze | CUB Manrique Larduet    |

## Resultados

### Final
| Pos.              | Ginasta                 | Nota D | Nota E | Pen. | Total  |
| ----------------- | ----------------------- | ------ | ------ | ---- | ------ |
| Medalha de ouro   | BRA Arthur Zanetti      | 6.800  | 8.925  |      | 15.725 |
| Medalha de prata  | USA Donnell Whittenburg | 6.700  | 8.825  |      | 15.525 |
| Medalha de bronze | CUB Manrique Larduet    | 6.700  | 8.750  |      | 15.450 |
| 4                 | PUR Tommy Ramos         | 6.800  | 8.550  |      | 15.350 |
| 5                 | ARG Federico Molinari   | 6.700  | 8.500  |      | 15.200 |
| 6                 | PUR Alexis Torres       | 6.600  | 8.525  |      | 15.125 |
| 7                 | CAN Kevin Lytwyn        | 6.500  | 8.550  |      | 15.050 |
| 8                 | COL Didier Lugo Sichaca | 6.600  | 8.400  |      | 15.000 |